# Phragmatobia lineata
Phragmatobia lineata là một loài bướm đêm thuộc phân họ Arctiinae, họ Erebidae.